# Игнатий II (епископ Смоленский)
Епископ Игнатий II — епископ Русской православной церкви, епископ Смоленский.

## Биография
В 1206 году упоминается епископом Смоленским.
Епископ Игнатий основал Смоленский Спасский монастырь с храмом в память Положения честной ризы Пресвятой Богородицы во Влахерне. Впоследствии монастырь стал называться Спасо-Авраамиевым, в память преподобного Авраамия († XIII, память 21 августа/3 сентября).
В личной жизни это был кроткий и благочестивый старец, но уступчивый, иногда в ущерб справедливости. Так, когда толпа из зависти оклеветала преподобного Авраамия, преосвященный знал об этом, но согласился на требование толпы и запретил преподобному священнослужение. Впоследствии он со всем добродушием признал свою несправедливость и вознаградил праведника.
В основанном преосвященном Игнатием монастыре он содержал братию на свой счёт, настоятелем поставил в ней преподобного Авраамия, а сам, оставив епископство, провёл в монастыре остаток жизни.
Скончался 29 января 1219 года (по Денисову — около 1210 года).
Погребён в храме Благовещения Пресвятой Богородицы Спасо-Авраамиева монастыря.